# Gymnopternus currani
Gymnopternus currani är en tvåvingeart som först beskrevs av Van Duzee 1930.  Gymnopternus currani ingår i släktet Gymnopternus och familjen styltflugor. Inga underarter finns listade i Catalogue of Life.